# BluesWay Records
BluesWay Records — дочірній лейбл ABC Records; був створерий у 1966 році для запису, випуску і поширення блюзової музики. Лейбл був закритий у 1974 році. На лейблі записувались одні з найкращих блюзових виконавців, такі як Джиммі Рід, Б. Б. Кінг, Джон Лі Гукер, Отіс Спенн, Джиммі Рашинг і Ті-Боун Вокер.

## Історія
ABC створив дочірній лейбл BluesWay у 1966 році, і вони підписали контракти з найбільш визначними блюзовими виконавцями, які були вільними на той час, серед яких були Джиммі Рід, Джон Лі Гукер, Отіс Спенн, Джо Тернер, Едді «Клінгед» Вінсон, Ті-Боун Вокер, Джиммі Рашинг, Джиммі Візерспун, Чарльз Браун, Рой Браун, Брауні Макгі та Сонні Террі. Альбоми Б. Б. Кінга (який підписав контракт з ABC у ще 1961 році) також почали випускатися на BluesWay.
Лейбл Bluesway діяв до 1974; більшість артистів записали свої найкращі альбоми саме на BluesWay, зокрема у 1969 році Б. Б. Кінг випустив альбоми Live & Well і Completely Well, останній включав його хіт «The Thrill is Gone», який того ж року був нагороджений Греммі. Також на лейблі записувались не традиційні блюзові музиканти, такі як гурт James Gang, який очолював гітарист/співак/автор пісень Джо Волш (який у 1970-х став успішим сольним артистом і як учасник гурту the Eagles). The James Gang випустили свій дебютний альбом на BluesWay, і після його успіху, гурт перейшов на материнський лейбл ABC.
ABC викупив низку лейлів у 1960-х, включаючи Dot і Blue Thumb, однак сам ABC був проданий у 1979 році MCA Records. 1995 року Universal Music Group викупила власність MCA, і нині володіє і контролює права на увесь каталог BluesWay.